# حبيبي الأسمر (فلم)
حبيبي الأسمر هو فيلم مصري عرض عام 1958، بطولة تحية كاريوكا وسامية جمال ويوسف وهبي وشكري سرحان، ومن إخراج حسن الصيفي.

## قصة الفيلم
تهجر الفتاة خطيبها الميكانيكي، وتنقاد إلى جارتها الراقصة المشهورة حيث تهوى الرقص، يعجب بها رجل ثري ويحاول التودد إليها، تنجح الراقصة في إغرائها بالمجد والشهرة والثراء الذي سيحققه لها الثري الذي يعرض عليها الزواج، فتوافق وتسافر معه إلى سويسرا، يعلم خطيبها بالأمر فيصمم على الانتقام منها ومن زوجها، تحاول الراقصة تهدئته وتمنيته هو أيضا بالثراء، تقدمه لصديقها ليساعدها في تجارته. يكلفه بالسفر إلى لبنان في مهمة خاصة ويكتشف أن الصديق وزوج خطيبته السابقة يكونان عصابة خطيرة لتهريب الأموال والمجوهرات، يعود لخطيبته السابقة ويصارحها بذلك، فتحاول العصابة قتله، ولكن المؤامرة تفشل، ثم يقبض على الرجل الثري ويعود الحبيبان لاستكمال حياتهما معًا.

## طاقم التمثيل
- تحية كاريوكا: (زكية)
- سامية جمال: (سمرة)
- يوسف وهبي: (رستم بك)
- شكري سرحان: (أحمد)
- محمود المليجي: (زهير)
- إستفان روستي: (سمسم عبد المقصوة)
- محمد توفيق: (من العصابة)
- ثريا فخري: (آسمة)
- شفيق نور الدين: (حسن - والد سمرة)
- عبد العظيم كامل: (الضابط)
- ريري: (الراقصة)

## فريق العمل
- إخراج: حسن الصيفي
- تأليف: محمود إسماعيل
- مدير التصوير: عبد العزيز فهمي
- مونتاج: عبد المنعم توفيق
- موسيقى تصويرية: عطية شرارة
- ألحان الرقصات: منير مراد
- إنتاج: حسن الصيفي
- توزيع: الشرق لتوزيع الأفلام